# Eijun Kiyokumo
Eijun Kiyokumo (Enzan, Prefectura de Yamanashi, Japó, 11 de setembre de 1950) és un exfutbolista i entrenador japonès.

## Selecció japonesa
Eijun Kiyokumo va disputar 42 partits amb la selecció japonesa.